# Gentlea molinae
Gentlea molinae là một loài thực vật thuộc họ Myrsinaceae. Đây là loài đặc hữu của Honduras.